# Gat exòtic

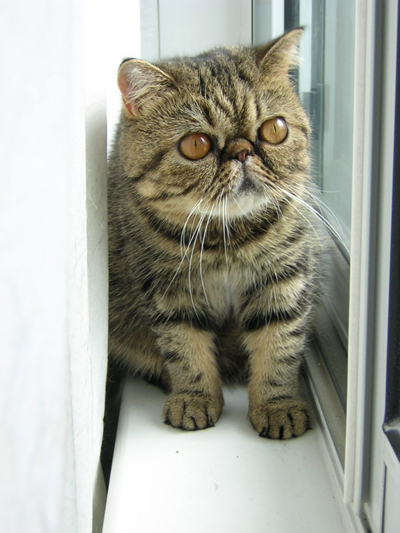
Gat exòtic

El gat exòtic és una raça de gat que té la complexió del gat persa però amb el pèl curt. Es va obtenir per hibridació del gat britànic de pèl curt i del gat americà de pèl curt amb els perses, obtenint-se un gat de complexió robusta i amb el pèl curt i dens. Això es va fer amb motiu d'agregar el gen del pèl curt al pool de gens del gat persa. Està acceptat com a raça pura des del 1967, quan van competir en el campionat 1r de Maig.
Si bé no gaudeix de la popularitat del gat persa aquesta raça s'ha estès ràpidament gràcies al fet que la cura del pèl és menys complicada i en no caure tant, genera menys al·lèrgies.
Durant el programa d'hibridació es van fer encreuaments també amb el gat blau rus i amb el gat sagrat de Birmània. Des del 1987 només es pot creuar amb el gat persa. La Federació Internacional Felina va reconèixer el gat exòtic el 1986.

## Característiques
El gat exòtic té un disseny compacte, cos arrodonit, fornit, amb un pèl curt i gruixut. Els seus grans ulls rodons, nas camús curt, l'expressió facial dolça i les orelles petites li donen una gran aparença.

## Descripció
- Cap:

Rodó, massís. Crani molt ampli. Arrodonit front. Galtes rodones i completes. Morro ample i rodó. Nas curt i ample, pronunciat. Barbeta forta. Mandíbules amples i poderoses.
- Orelles:

Petites, arrodonides a la punta, no gaire obertes a la base. Àmpliament espaiades i ben cobertes de pèl a l'interior.
- Ulls:

Grans, rodons i ben separats.
- Coll:

Curt i gruixut.
- Cos:

De grandària mitjana. Pit ampli, enormes espatlles. D'ossos grans i poderosos músculs. Pes: 3,5 - 6 kg.
- Pota :

Curta, recta i gran. Potes rodones i de grans dimensions. Flocs de pèl entre els dits són desitjables.
- Cua:

Curta, gruixuda i duta baixa. Punta arrodonida.
- Pèl:

Pèl curt, però una mica més llarg que el d'altres races de pèl curt. Dens, de pèl esponjós i erecte.

## Caràcter

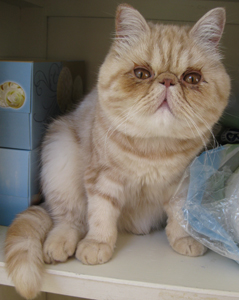
Gat de pèl curt exòtic de 12 mesos

El gat exòtic té una personalitat suau i tranquil·la que recorda als perses, però és més viu. Curiosos i juganers, és amigable amb altres gats i gossos. Rarament miola. Tendeixen a mostrar més afecte i lleialtat que la majoria de les races.